# Єврейсько-португальська мова
Єврейсько-португальська мова — романська мова, західноіберійської підгрупи, якою говорили євреї Португалії до початку 16 століття. Також використовувалась у Франції, Суринамі, Нідерландських антильських островах та інших країнах євреями, вихідцями з Португалії. Зараз використовується як літургійна мова в деяких єврейських громадах.

## Історія
Мова утворена на основі португальської з додаванням запозичень з івриту. Містила багато стародавніх явищ, які були втрачені в португальській. Це була мова єврейської діаспори в Португалії до 16 століття, коли євреї 1536 року був вигнані звідти.
Єврейсько-португальська записувалась модифікованим єврейським алфавітом (aljamiado português) або латиницею. Потім португальські євреї використовували обидва види письма в багатьох місцях — Франції, Нідерландах та в Англії, а потім і в Північній і Південній Америці.
В Європі, єврейсько-португальська мова справила значний вплив на єврейські мови ладіно (єврейсько-іспанську) і баджітто (один з діалектів єврейсько-італійської), в Америці на мови пап'яменто та сарамакканську. Серед діаспори був у вжитку до початку 19 століття.
В даний час єврейсько-португальська мова є літургійною мовою (в обмеженій мірі) в деяких єврейських громадах. Згідно з англійською вікіпедією використовує її майже 2000 осіб.

## Прикладигебраїзмів
| Єврейсько- португальська | Іврит       | Українська         |
| ------------------------ | ----------- | ------------------ |
| cados                    | кадош       | святий             |
| jessiba                  | єшива       | релігійна школа    |
| massó                    | маца        | маца               |
| misvá                    | міцва       | заповідь           |
| ros                      | рош         | голова             |
| rassim                   | рашим       | голови             |
| rossaná                  | рош га-шана | новий рік          |
| sabá                     | шабат       | субота             |
| sedacá                   | цдака       | милосердя          |
| queilá                   | кегіла      | спільнота          |
| quidus                   | кідуш       | благословення вина |
| tebá                     | тейва       | ковчег у синагозі  |

## Архаїзми з португальської мови
| єврейсько-португальська | Португальська | Українська                  |
| ----------------------- | ------------- | --------------------------- |
| algũa                   | alguma        | якась                       |
| angora                  | agora         | зараз                       |
| apartar                 | separar       | відділяти                   |
| aynda                   | ainda         | зараз                       |
| dous                    | dois          | два                         |
| he                      | é             | є                           |
| hũa                     | uma           | неозначений жіночий артикль |